# Mark Owen-Taylor
Mark Owen-Taylor (geb. 27. Januar 1962) ist ein australischer Schauspieler, der seit Mitte der 1980er Jahre in einer Vielzahl von australischen Fernsehserien aufgetreten ist.

## Leben
Seine erste Hauptrolle bekam Owen-Taylor 1986 in der Serie A country practise. 1993 stieg er in die Sitcom Hey Dad! ein, wo er den gerade ausgestiegenen Robert Hughes ersetzte. Diese Rolle brachte ihm allerdings keinen großen Ruhm ein, da er nicht in die Fußstapfen seines Vorgängers treten konnte und Hey Dad! kurz danach von Seven Network abgesetzt wurde.
Nur kurze Zeit später bekam Mark Owen-Taylor eine Rolle in der Seifenoper Heartbreak High, in der er eine Season mitspielte. Danach folgten weitere Gastrollen in anderen Serien.
2004 konnte man ihn in der deutschen Produktion Am Kap der Liebe mit Sigmar Solbach und Siegfried Rauch sehen.

## Filmografie (Auswahl)
- 1985: Das Herz auf dem Ärmel (I Can’t Get Started)
- 1986: Land of Hope (Miniserie)
- 1986–1987: A Country Practice (Fernsehserie, 88 Folgen)
- 1991: Act of Necessity (Fernsehfilm)
- 1989–1991: E Street (Fernsehserie, 20 Folgen)
- 1992–1994: Hey Dad..! (Fernsehserie, 30 Folgen)
- 1997: Heiraten ist Glückssache (Thank God He Met Lizzie)
- 1998: Water Rats – Die Hafencops (Water Rats, Fernsehserie, 1 Folge)
- 1998: In Sachen Mord (Murder call, Fernsehserie, 1 Folge)
- 1998: Cody – Ecstasy (Cody: The Wrong Stuff, Fernsehfilm)
- 1999: Heartbreak High (Fernsehserie, 14 Folgen)
- 2000–2003: Grass Roots (Fernsehserie, 3 Folgen)
- 2001–2002: BackBerner (Fernsehserie, 2 Folgen)
- 2001–2022: Cy – das Mädchen aus dem All (Cybergirl, Fernsehserie, 23 Folgen)
- 2003: Horseplay
- 2003: Black Jack (Fernsehfilm)
- 2004: Am Kap der Liebe (Fernsehfilm)
- 2006–2009: All Saints (Fernsehserie, 2 Folgen)
- 2006: Wettlauf mit dem Tod (I Shouldn’t Be Alive, Fernsehserie, 1 Folge)
- 2018: Riot (Fernsehfilm)